# Lucie Guay
Lucie Guay (* 12. Dezember 1958 in Montreal) ist eine ehemalige kanadische Kanutin.

## Karriere
Lucie Guay nahm bei den Olympischen Spielen 1984 in Los Angeles in zwei Wettbewerben teil. Im Einer-Kajak belegte sie in ihrem Vorlauf zunächst nur den vierten Rang und verpasste damit die direkte Finalqualifikation. Sie gewann jedoch das Halbfinale, womit sie schließlich in den Endlauf vorrückte. Diesen schloss sie nach 2:02,49 Minuten auf dem siebten Platz ab. Guay gehörte außerdem neben Alexandra Barré, Susan Holloway und Barbara Olmsted zur Besatzung des kanadischen Vierer-Kajaks auf der 500-Meter-Strecke. Da nur sieben Mannschaften vertreten waren, gab es keine Vorrunden. Die Kanadierinnen überquerten nach 1:39,40 Minuten als Dritte die Ziellinie, 1,06 Sekunden hinter den erstplatzierten Rumäninnen und 0,53 Sekunden hinter dem schwedischen Boot, und sicherten sich dadurch die Bronzemedaille. Sie war von 1975 bis 1984 Mitglied des kanadischen Nationalkaders. Siebenmal nahm sie an Weltmeisterschaften teil, blieb aber ohne Medaillengewinn.
Guay schloss ein Studium in Physical Education an der Universität Ottawa ab. Nach ihrem Karriereende arbeitete sie als Motivationstrainerin im Gesundheits- und Fitnessbereich. Darüber hinaus war sie auch als Kommentatorin bei der Canadian Broadcasting Corporation tätig, insbesondere während der Olympischen Spiele 1988.